# Grecia contemporanea
La storia della Grecia contemporanea comprende il periodo che va dalla nascita del moderno Stato greco ad oggi.

## La creazione del moderno Stato greco

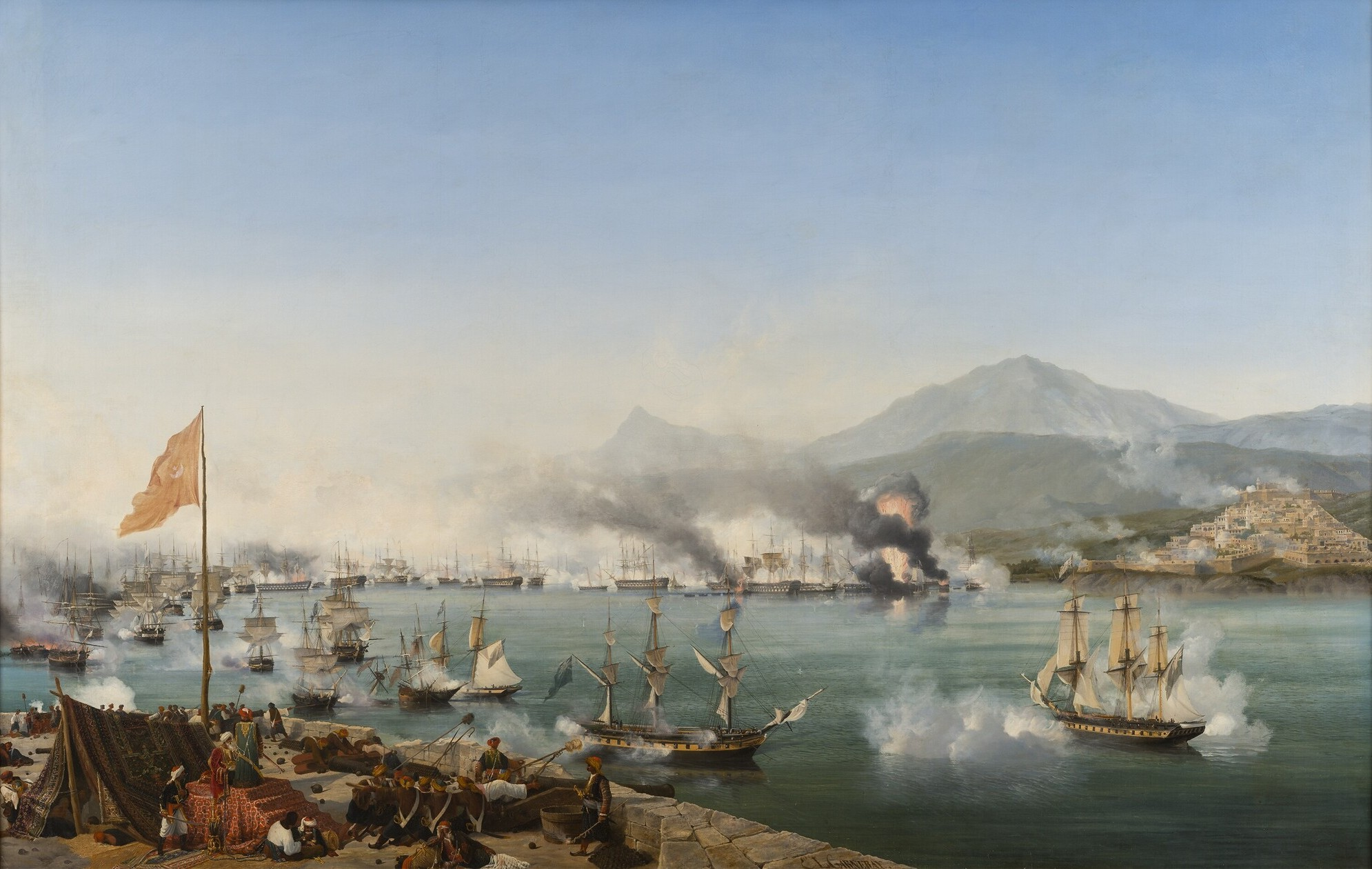
Battaglia di Navarino

Gli Ottomani dominarono la maggior parte della Grecia fino ai primi decenni del XIX secolo (Venezia e, dopo la fine della Repubblica veneta, la Gran Bretagna ne occuparono diverse regioni dal 1204 in poi). Nel 1821 i Greci si ribellarono e, con la Guerra d'indipendenza greca, dichiararono l'indipendenza del Paese (a cui, in realtà, si arrivò ufficialmente solo nel 1829) e vinta grazie all'intervento decisivo delle grandi potenze europee, le quali il 20 ottobre 1827 distrussero a Navarino la flotta egiziano-ottomana,. Le élite delle maggiori potenze europee guardarono alla guerra d'indipendenza greca sotto una luce romantica, anche a causa delle atrocità perpetrate dai turchi (è il caso, per esempio, del quadro di Eugène Delacroix del 1824 che rappresenta Il massacro di Scio). Fu così che molti volontari europei decisero di battersi per la causa ellenica. Inoltre, un certo peso nella positiva conclusione della lotta del popolo greco la ebbe la minaccia dell'intervento militare delle potenze europee (Francia, Russia e Inghilterra).
Il neonato Stato Greco fu pienamente riconosciuto dal Protocollo di Londra.
Il ministro degli Esteri russo, Giovanni Capodistria, un nobile greco proveniente dalle Isole Ionie, rientrò in patria divenendo Presidente della neonata Repubblica greca.
Capodistria introdusse la coltivazione delle patate, un moderno sistema di quarantena volto a contrastare le epidemie di febbre tifoidea e la fenice, la prima moneta greca moderna. 
Tentò anche di minare l'autorità tradizionale dei clan e delle dinastie locali e ciò lo portò a contrasti con i capetanei che avevano guidato la rivolta armata contro gli Ottomani. Un contrasto tra i capetanei e il governatore della Laconia sfociò in un conflitto armato, e Capodistria si rivolse all'esercito russo per ripristinare l'ordine. 
Nel 1861 il governo di Capodistria era inviso ai capetanei e alle ricche famiglie mercantili alle quali erano stati imposti dazi. 
L'arresto del maniota Petros Mavromichailis costò la vita a Capodistria, che fu assassinato dal fratello e dal figlio di Mavromichailis sui gradini della chiesa di San Spiridione a Nauplia, e le Grandi Potenze Europee instaurarono un governo monarchico, con il bavarese Ottone di Wittelsbach come primo monarca greco.

## Dal regno di Ottone I a inizio '900

L'espansione territoriale della Grecia dal 1832 al 1947

Nel 1843 una rivolta forzò il re Ottone a concedere una Costituzione e un'assemblea rappresentativa. Tuttavia, a causa del suo atteggiamento autoritario egli fu detronizzato nel 1863, venendo sostituito dal principe Guglielmo di Danimarca, che prese il nome di Giorgio I di Grecia. Questi aggiunse allo Stato ellenico le Isole Ionie, un regalo d'incoronazione da parte dell'Impero britannico. La Tessaglia e Volos vennero acquisite senza combattere nel 1881 in seguito all'intercessione delle Grandi Potenze. Nel 1877 Charilaos Trikoupis, liberale, una figura dominante nel mondo politico greco al quale è attribuito un importante ruolo nel miglioramento delle infrastrutture del Paese, restrinse il potere del re di interferire nell'assemblea qualora quest'ultima avesse voluto approvare una mozione di sfiducia nei confronti del primo ministro. Egli si alternò al potere nei vent'anni seguenti con Theodoros Dilighiannis, di orientamento conservatore.
Nel 1896 la Grecia organizzò i primi Giochi Olimpici moderni ad Atene.
Come risultato della Lotta Macedone e delle Guerre balcaniche, il territorio greco si ampliò notevolmente, incorporando Creta (già autonoma dal 1898), parte della Macedonia e dell'Epiro, oltre a diverse isole Egee.

## Prima guerra mondiale
Durante la prima guerra mondiale il forte disaccordo fra il re Costantino I, tendente alla neutralità, e il carismatico primo ministro Eleutherios Venizelos, favorevole ad un intervento a fianco dell'Intesa, portò alla divisione del paese ("Scisma nazionale"), risoltasi solo con l'esilio del re, a cui successe il figlio Alessandro.
La Grecia si schierò così con le potenze dell'Intesa contro l'Impero Ottomano e le altre potenze centrali.
In seguito alla vittoria al fianco dell'Intesa, col trattato di Sèvres la Grecia ottenne la Tracia orientale e Smirne (oggi nota come Izmir), che aveva una popolazione greca di dimensioni significative, col suo entroterra. Quest'ultima venne occupata dall'esercito greco nel 1919 in seguito all'occupazione italiana di Adalia.

## Il periodo tra le due guerre
In seguito al rifiuto dei nazionalisti turchi di accettare il trattato di Sèvres, l'esercito greco attaccò la Turchia nazionalista di Mustafa Kemal Atatürk puntando su Ankara. La morte di re Alessandro, l'inattesa sconfitta elettorale di Venizelos e il ritorno di re Costantino non cambiarono la politica greca in Asia Minore. La Guerra greco-turca finì in maniera catastrofica per la Grecia, la quale dovette abbandonare Smirne e la Tracia Orientale. Il Trattato di Losanna, ratificato nel 1923, chiuse le ostilità fra i due Paesi, i quali accettarono di effettuare un importante scambio di popolazioni secondo il criterio dell'appartenenza religiosa (1 100 000 greci ortodossi contro 380 000 musulmani). L'afflusso dei profughi pose la Grecia di fronte a problemi enormi, ma d'altra parte fece di essa una nazione etnicamente omogenea.
Secondo svariate fonti, tra cui documenti depositati alle Nazioni Unite e di vari storici, centinaia di migliaia di greci del Ponto morirono in quello che è spesso chiamato il genocidio dei greci del Ponto, una regione dell'Asia minore che si affaccia sul Mar Nero. Le vittime del massacro perpetrato dalle autorità turche sono stimate a 360 000 secondo le fonti delle Nazioni Unite, ma alcune fonti parlano addirittura di 1 milione di morti. Il genocidio della popolazione greca dell'Asia Minore è stato ufficialmente riconosciuto, oltre che dalla Grecia e da Cipro, da vari Stati americani come il New Jersey, il Massachusetts e l'Illinois.
Gli anni venti e trenta videro nel paese l'abolizione della monarchia, una serie di governi inefficaci guidati dai militari, una grave crisi economica dovuta al crollo del 1929, il ritorno al potere di Venizelos sino al suo esilio definitivo nel 1935, il ristabilimento della monarchia con re Giorgio II, sino a che il 4 agosto 1936 il generale Ioannis Metaxas instaurò con un colpo di Stato una dittatura di tipo fascista.

## Seconda guerra mondiale
Nonostante le forze armate numericamente piccole e mal equipaggiate, la Grecia diede un contributo decisivo agli sforzi degli Alleati nella seconda guerra mondiale.
Il 28 ottobre 1940 l'Italia chiese alla Grecia la resa con un ultimatum, ma Metaxas si rifiutò di accettare l'ordine impostogli da Mussolini ("Giornata del no").
L'Italia invase allora la Grecia passando dall'Albania il 28 ottobre 1940, ma le truppe greche respinsero gli invasori dopo un'aspra lotta (vedi guerra greco-italiana). Questo ha segnato la prima vittoria degli Alleati nella guerra.
In primo luogo per rendere sicuro strategicamente il confine meridionale, il dittatore tedesco Adolf Hitler intervenne a malincuore e lanciò la campagna di Grecia. Truppe provenienti da Germania, Bulgaria e Italia invasero con successo la Grecia, passando per la Jugoslavia, superando numericamente le truppe di greci, inglesi, australiani e neozelandesi.
Il 20 maggio 1941 i tedeschi tentarono di impadronirsi di Creta con un grande attacco di paracadutisti, con l'obiettivo di ridurre la minaccia di una controffensiva da parte delle forze alleate in Egitto, ma la resistenza fu tenace. La campagna di Grecia potrebbe aver ritardato i piani militari tedeschi contro l'Unione Sovietica, e si sostiene che l'invasione tedesca dell'Unione Sovietica avrebbe dovuto avere inizio il 20 maggio 1941, invece del 22 giugno 1941, e che senza questo ritardo l'attacco nazista contro l'Unione Sovietica sarebbe potuto riuscire. Le alte perdite di paracadutisti portarono i tedeschi a evitare di intraprendere altre invasioni aeree su larga scala. Durante gli anni di occupazione della Grecia da parte della Germania nazista, migliaia di greci morirono nei combattimenti diretti, nei campi di concentramento o di fame. Gli occupanti uccisero la maggior parte della comunità ebraica, nonostante gli sforzi della Chiesa greco-ortodossa e di molti altri cristiani greci di mettere in salvo gli ebrei.
Dopo l'occupazione della Grecia da parte delle forze dell'Asse Roma-Berlino, nel 1941, si sviluppò un forte movimento di resistenza partigiana organizzato nell'EAM (Fronte Nazionale di Liberazione), nell'ELAS (Esercito Nazionale Popolare di Liberazione) controllati dal KKE (Partito Comunista greco), nell'EKKA (Liberazione Nazionale e Sociale) di tendenze repubblicane e nell'EDES (Unione Nazionale Greca Democratica) di tendenze liberali/monarchiche. Il movimento partigiano riuscì a prendere il controllo di alcune parti del territorio, soprattutto nelle zone montuose dell'entroterra, istituendo una Commissione Politica di Liberazione (Politiki Epitropi Apeleftherosis, PEEA) con funzioni di governo.

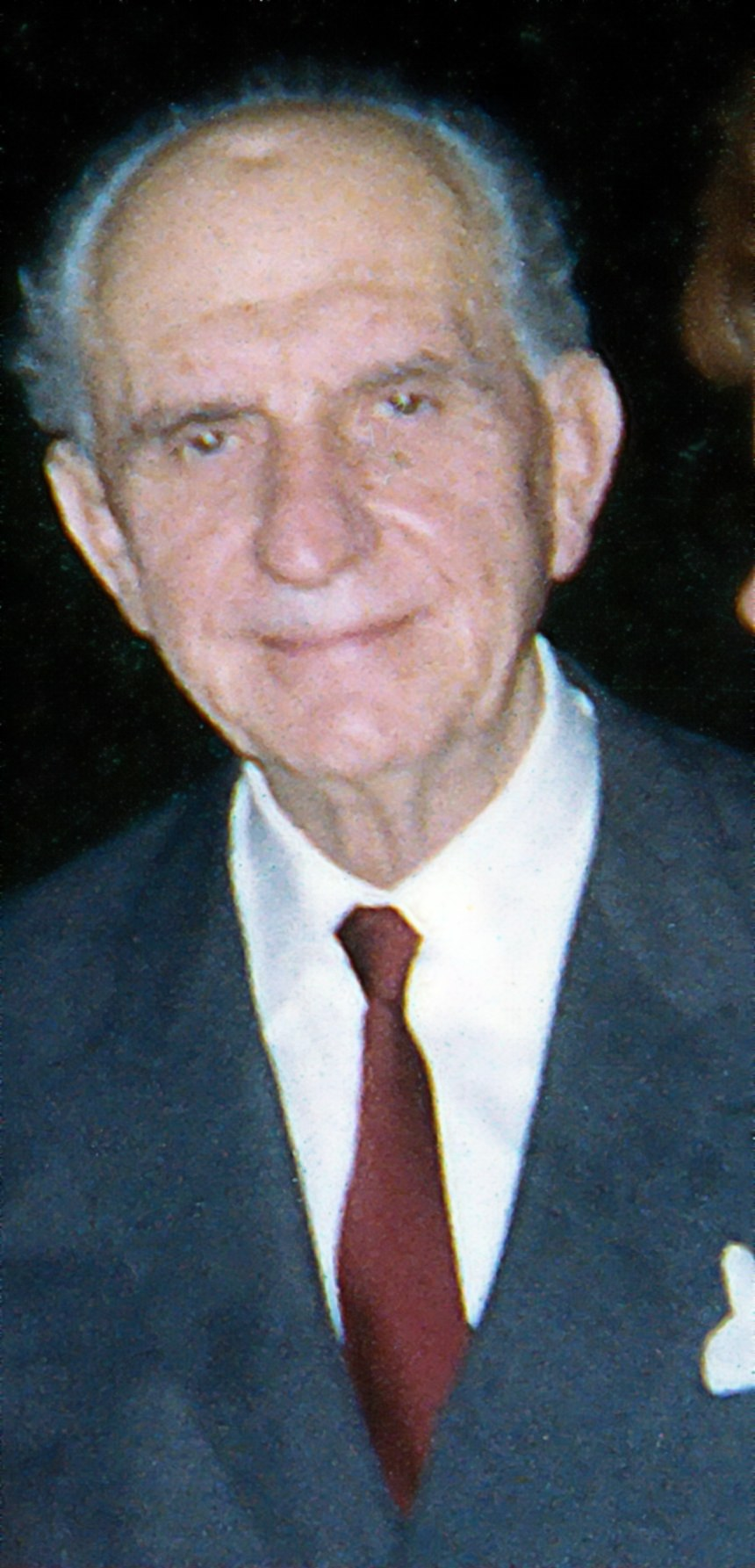
Il primo ministro del 1944 Geōrgios Papandreou.

Per contrastare le forze partigiane e risparmiare forze del Reich, il comando nazista, in collaborazione con il governo fantoccio di Iōannīs Rallīs, istituì nel 1943 i "Battaglioni di Sicurezza" (Τάγματα Ασφαλείας), squadre greche armate dai nazisti e agli ordini del capo delle SS in Grecia Walter Simana, che combatterono contro l'ELAS.
Quando l'esercito sovietico iniziò la sua avanzata attraverso la Romania nel mese di agosto 1944, l'esercito tedesco in Grecia preparò il ritiro a nord e a nord-ovest dalla Grecia, in Jugoslavia e in Albania per evitare di essere tagliato fuori in Grecia.
L'occupazione tedesca della Grecia si è conclusa nel mese di ottobre 1944. Le Resistenza prese il controllo di Atene il 12 ottobre 1944. Le truppe britanniche erano già sbarcate il 4 ottobre a Patrasso, ed entrarono ad Atene il 14 ottobre 1944.

## Guerra civile greca (1946-1949)
Nel maggio del 1944 rappresentanti delle forze politiche della resistenza greca e il governo in esilio si incontrarono in Libano per una conferenza sul futuro governo dopo la liberazione. Ci fu un accordo che prevedeva la formazione di un governo di unità nazionale di 24 membri, 6 dei quali provenienti dalla PEEA. Nell'ottobre del 1944, dopo la liberazione, il governo di unità nazionale con primo ministro Geōrgios Papandreou si insediò ad Atene. Il re rimase al Cairo in quanto si stabilì che sarebbe stato un referendum a decidere sulla monarchia. Tenutosi senza controllo internazionale, esso vide la vittoria della monarchia, anche se sull'evento non mancarono le denunce di brogli anche gravi.
Nel dicembre del 1944 tutti i membri del governo appartenenti all'EAM si dimisero in segno di protesta per il disarmo dell'ELAS voluto dagli inglesi (che pretesero infatti il disarmo di tutte quelle formazioni che durante la guerra non avevano combattuto al loro fianco). Una massiccia manifestazione al centro di Atene degenerò in scontri che causarono 28 morti. Questo è da alcuni considerato il primo atto della guerra civile che, dopo un mese di guerriglia urbana, portò alla ritirata dell'ELAS e successivamente all'accordo del suo disarmo con l'accordo di Varkiza nel febbraio del 1945.
La guerra civile iniziò nel marzo del 1946, quando i comunisti dell'ELAS, arroccati nel nord del Paese rifiutandosi di riconoscere la monarchia, proclamarono la Repubblica. Dopo alterne vicende la guerra terminò nel 1949 con la sconfitta dei comunisti e la messa fuori legge del KKE, che vide molti suoi membri costretti all'esilio, in gran parte in Albania.

## Dal 1949 al colpo di Stato militare
La guerra civile, oltre ad affossare l'economia già disastrata, lasciò una profonda divisione ideologica nella popolazione, che impedì la formazione di una stabile situazione politica. Migliaia di partigiani comunisti erano fuggiti dal Paese.
Fino al 1952 i governi erano formati da coalizioni di partiti di centro con maggioranze instabili e travagliati da continue accuse di corruzione ed inefficienza. Nel 1952, con l'adozione del sistema maggioritario, al posto del proporzionale fino ad allora vigente, iniziò una serie di governi monocolore di destra.
Le relazioni fra Grecia e Turchia, normalizzatesi dopo la Catastrofe in Asia Minore, tornarono a deteriorarsi negli anni '50 in seguito al problema di Cipro. La volontà della maggioranza Greca dell'isola di unirsi alla madrepatria dopo la fine del dominio coloniale inglese (Ένωσις Enosis) e i tumulti susseguenti provocarono la violenta reazione del governo turco, culminata con il pogrom del settembre 1955 ad Istanbul, un insieme di violenze ed enormi danni materiali perpetrati da agenti provocatori del governo di Adnan Menderes ai danni delle minoranze greche, ebraiche e armene.

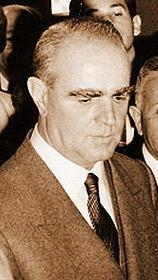
Kōnstantinos Karamanlīs si dimise dalla carica di primo ministro nel giugno 1963.

Agli inizi degli anni sessanta il governo era ancora in mano alla destra ma iniziavano a evidenziarsi segnali di una richiesta di maggior libertà. Anni che furono caratterizzati da una marginalizzazione della sinistra nelle sfere politiche e sociali, ma anche da una significativa crescita economica. In particolare, la Grecia dal 1950 al 1973 ebbe uno dei tassi di crescita economica più alti del mondo, seconda soltanto al Giappone per rapidità di sviluppo.
Nel 1963 l'assassinio del parlamentare della Sinistra Democratica Unita (EDA), Gregoris Lambrakis, da gruppi parastatali di destra, provocò una profonda emozione e anche una serie di manifestazioni di protesta che culminarono con le dimissioni del primo ministro, Kōnstantinos Karamanlīs, nel giugno 1963.
Le elezioni per il parlamento del novembre 1963 videro la vittoria dell'Unione Democratica di Centro con il 42% dei voti, il cui leader Geōrgios Papandreou formò un governo con il supporto dell'EDA. Ma, vedendo il nuovo corso, rassegnò quasi subito le dimissioni puntando sulla maggioranza assoluta. Nelle successive elezioni a febbraio del 1964 ottenne il 53% dei voti e un'ampia maggioranza in parlamento con 171 seggi su 300. Per la prima volta dal 1952 si presentava un governo non appartenente alla destra e con forte appoggio popolare.
Il giovane e inesperto re Costantino II, succeduto al padre Paolo morto nel marzo del 1964, nel tentativo di mantenere il controllo sull'esercito si scontrò con il primo ministro Papandreou. Nel luglio del 1965, con il pretesto della scoperta, all'interno dell'esercito, di un gruppo di cospiratori di sinistra, rifiutò le dimissioni del ministro della Difesa, carica che Papandreou voleva assumere egli stesso, costringendo alle dimissioni quest'ultimo. Iniziò così una stagione turbolenta, di governi incapaci di ottenere la fiducia in parlamento e proteste popolari, che culminerà con il colpo di Stato del 1967.
Sfruttando i poteri concessigli dalla costituzione, immediatamente dopo le dimissioni (verbali) di Papandreou il 15 luglio 1965, il sovrano nominò primo ministro il presidente del parlamento Georgios Athanasiadis-Novas che, malgrado l'appoggio dei dissidenti dell'Unione di Centro, guidati da Costantino Mitsotakis, e dei conservatori, non riuscì a ottenere il voto di fiducia.
Il 20 agosto 1965 Georgios Athanasiadis-Novas fu sostituito da Ilias Tsirimokos, che non ebbe però miglior fortuna e che si dimise il 17 settembre non avendo ottenuto la fiducia dal parlamento.
In seguito a questi fallimenti, Costantino II indusse alcuni dei dissidenti, guidati da Stephanos Stephanopoulos a formare un governo di uomini del re, governo che resistette fino al 22 dicembre 1966, avversato dai sostenitori di Papandreou e minato da una crescente ondata di scioperi e proteste.
In seguito alle dimissioni di Stephanopulos, il re affidò il compito di formare un governo ad interim a Ioannis Paraskevopoulos con la promessa di convocare nuove elezioni per il maggio 1967. Anche questo governo ebbe vita travagliata e il 3 aprile 1967 fu sostituito da un altro governo ad interim guidato dal leader dell'Unione Radicale Nazionale Panagiōtīs Kanellopoulos. Le elezioni vennero fissate per il 27 maggio di quell'anno e molte indicazioni facevano pensare che l'Unione di Centro avrebbe ottenuto la maggioranza in parlamento.

## Il regime dei colonnelli (1967-1974)
Nella notte fra il 20 ed il 21 aprile 1967 venne dato a tutti gli appartenenti al gruppo degli insurrezionalisti il segnale per agire. Alle 2:00 il colonnello Geōrgios Papadopoulos, Makarezos e il colonnello Ioannis Ladas (Ιωάννης Λαδάς) entrarono nella sede dello Stato Maggiore dell'Esercito e annunciarono al comandante in capo Georgios Spantidakis il colpo di Stato. Spantidakis non si oppose, anzi facilitò i piani dei colonnelli.
Contemporaneamente le truppe al comando del brigadiere generale Stylianos Pattakos guadagnarono il controllo dei centri di comunicazione, del parlamento e del palazzo reale. Le unità mobili della Polizia Militare (Elliniki Stratiotiki Astynomia ESA), seguendo liste già predisposte dal capo Ioannis Ladas, arrestarono più di 10 000 persone, incluso il primo ministro Panagiōtīs Kanellopoulos.
I tre dirigenti del colpo di Stato fecero visita alle 5:30 della mattina del 21 aprile al re, nella sua residenza estiva di Tatoi che era stata circondata dai carri armati agli ordini dei rivoltosi.
Papadopoulos assunse in breve il ruolo di uomo forte della Giunta militare.
Nel dicembre 1967 il re andò all'estero in esilio volontario e formalmente si instaurò la dittatura dei colonnelli. Il reggente, il generale Geōrgios Zōitakīs, chiamò Papadopoulos alla carica di primo ministro.
Nel 1972 lo stesso Zoitakis entrò in contrasto con gli altri membri della giunta militare e fu sostituito nella reggenza da Papadopoulos stesso. Dopo un referendum per la nuova costituzione repubblicana, approvato a larga maggioranza, Papadopoulos assunse, il 1º giugno 1973, la carica di presidente della repubblica greca.
Di fronte alle difficoltà crescenti con l'economia, al dissenso popolare e all'isolamento diplomatico crescente, la giunta greca cercò consenso iniziando una transizione verso una certa forma di democrazia. Papadopoulos quindi cercò il supporto della vecchia classe politica e Spyridōn Markezinīs accettò di collaborare per contribuire a condurre il Paese di nuovo alla normale democrazia parlamentare in un processo che venne chiamato metapolitefsi. Nel settembre 1973 Papadopoulos lo nominò Primo Ministro.
Il 25 novembre 1973 però, a seguito della sanguinosa repressione della rivolta del Politecnico di Atene del 17 novembre e alle proteste interne e internazionali seguite ai fatti, il generale Dimitrios Ioannides rimosse Papadopoulos e cercò di mantenere il potere nelle mani dei militari tentando una democratizzazione del regime.

## Ritorno alla democrazia
Il 23 luglio 1974 la giunta militare capeggiata dal generale Ioannidis si dissolse in seguito al fallimento del colpo di Stato che tentarono a Cipro contro l'arcivescovo Makarios III che mirava all'annessione dell'isola alla Grecia e la susseguente invasione turca della stessa.
Essendo stata osteggiata l'originaria ipotesi di affidare l'incarico di primo ministro a Panagiōtīs Kanellopoulos, il presidente, il generale Gizikis, infine, si risolse a proporre l'incarico a Kōnstantinos Karamanlīs, che dal 1963 era in esilio a Parigi.
Il giorno seguente Konstantinos Karamanlis fece ritorno in patria prestando giuramento come primo ministro e con l'incarico di condurre il Paese alle prime elezioni libere. Il mese successivo tornò anche Andreas Papandreou, che fondò il Movimento Socialista Panellenico, mentre Karamanlis diede vita il 4 ottobre 1974 al nuovo partito conservatore Nuova Democrazia.
In agosto la Grecia uscì dalla NATO per protesta contro l'operazione Attila a Cipro, che portò alla creazione di uno stato fantoccio nella zona settentrionale di Cipro riconosciuto dalla sola Turchia che lo aveva occupato militarmente.
Le elezioni del 17 novembre 1974 arrisero a Karamanlis: il suo partito Nuova Democrazia riportò la maggioranza assoluta con 220 seggi in parlamento mentre all'Unione di Centro di Georgios Mavros andavano 60 seggi, al partito di Papandreou appena 12 e alla sinistra 6. Nel dicembre successivo il popolo fu chiamato a esprimersi se darsi una forma monarchica o repubblicana. In seguito al risultato del referendum popolare la monarchia veniva abrogata definitivamente l'8 dicembre 1974. Fu varata una nuova costituzione e come Presidente della repubblica fu nominato Konstantinos Tsatsos. Nel maggio del 1975 i rappresentanti del regime militare furono condannati a morte, ma la pena fu poi commutata in ergastolo. Il tribunale speciale continuò le sue sessioni fino al 1977. Il 23 dicembre l'organizzazione terroristica 17 Noemvri uccise ad Atene Richard Wells, un agente statunitense alle dipendenze della CIA.
Le elezioni del 20 novembre 1977 segnarono una perdita di seggi per il partito di Karamanlis che, nonostante ciò, rimase al governo. Il partito socialista di Papandreou segnò invece un'ascesa considerevole conquistando 92 seggi in parlamento e una percentuale del 25%. Seguiva il partito EDIK di Mavros con 15 seggi mentre al Partito comunista andavano 11 seggi e 5 all'estrema destra.
Il 28 maggio 1979 viene firmato il trattato per regolare l'ingresso del paese nell'allora Mercato Comune Europeo. Nel 1980 la Grecia rientrò nella struttura di comando della NATO. La Grecia è diventata il decimo membro dell'Unione europea il 1º gennaio 1981.
Il 5 maggio 1981 Karamanlis lasciò la carica di primo ministro e la guida del partito da lui fondato a Giorgio Rallis per essere eletto presidente della Repubblica Ellenica.

## L'epoca Papandreou
Le elezioni del 18 ottobre 1981 furono vinte dal Movimento Socialista Panellenico (PASOK) che conquistò il 48% dei voti. Il leader socialista Andreas Papandreou divenne primo ministro mentre Nuova Democrazia passava all'opposizione.
Nel 1982 il parlamento greco approvò una serie di progetti di legge volti a modernizzare la società civile: fu sancita l'uguaglianza tra i due sessi, fu abolito l'obbligo del grembiule per le ragazze a scuola e fu introdotto il matrimonio civile.
La dracma sarebbe stata svalutata ben due volte nel 1983 e nel 1985 soprattutto a causa di sussidi e aumento delle pensioni sociali.
Alle elezioni del 2 giugno 1985 il PASOK riconquistò la maggioranza assoluta dei voti. Il secondo mandato di Papandreou fu caratterizzato da un incremento dell'attività terroristica, soprattutto ad opera dell'organizzazione rivoluzionaria "17 novembre". Nel luglio del 1987 le temperature particolarmente elevate in combinazione con gli alti valori dell'inquinamento atmosferico causarono la morte di ben 1287 ateniesi, soprattutto anziani.
Il 1988 fu segnato dallo scoppio dello scandalo Koskotas che avrebbe comportato la sconfitta del PASOK all'appuntamento elettorale successivo e il rinvio a giudizio di Andreas Papandreou.

## L'intervallo Mitsotakis
Dopo una serie di governi transitori il potere tornò al partito conservatore e il suo leader Costantino Mitsotakis avrebbe governato il Paese nel triennio 1990-1993, sia pur con una maggioranza risicata. Nel 1989 fecero apparizione in Grecia i primi canali privati, Mega Channel, realizzato da una cordata di editori guidata dall'armatore Vardis Vardinoyannis e ANT1 di proprietà dell'armatore Minos Kiriakou. In politica estera la Grecia si riavvicinò agli Stati Uniti d'America. Fu varato un programma di austerità in accordo al trattato di Maastricht e si avviò la privatizzazione delle industrie di Stato.

## Ritorno del Partito socialista al potere
Fu però solo un intervallo perché alle elezioni del 10 ottobre 1993 il partito socialista riprese il potere e Papandreou, che nel frattempo era stato assolto dal tribunale per le sue implicazioni nello scandalo Koskotas, ricevette il suo terzo mandato dalle mani del presidente della Repubblica.
Il terzo mandato di Andreas Papandreou fu caratterizzato dal blocco economico imposto alla neonata Repubblica di Macedonia, colpevole di essersi appropriata di un nome che i greci vedono di loro esclusiva pertinenza. Il vecchio leader socialista era però affetto da una malattia che lo avrebbe costretto a dare le dimissioni nel gennaio 1996. Gli successe Costas Simitis. Le elezioni politiche si tennero il 22 settembre di quell'anno e furono vinte dal partito socialista, ragion per cui Simitis fu riconfermato nel suo incarico. Dopo 8 anni con Simitis al potere, il partito socialista guidato da pochi mesi da Giorgios Papandreou perse le elezioni del marzo 2004.

## Trionfo di Nuova Democrazia
Quelle elezioni videro il trionfo di "Nuova Democrazia", con 165 seggi contro 112 dei socialisti, e del suo leader Kōstas Karamanlīs, nipote del fondatore del partito.
Le successive elezioni del 16 settembre 2007 furono vinte ancora da Nuova Democrazia (152 seggi) e Karamanlis fu riconfermato nel suo incarico di Primo ministro.
Alle elezioni anticipate del 6 ottobre 2009 Karamanlis viene però sconfitto dal PASOK guidato da Giorgios Papandreou che gli succede a capo del governo.
Negli ultimi due decenni le relazioni con la vicina Turchia sono migliorate sostanzialmente, ad esempio nell'estate 1999 un forte terremoto colpì entrambi i Paesi ed essi si offrirono vicendevolmente aiuto.

## Gli anni della crisi
A partire dal 2009 un calo di fiducia degli investitori e una serie di declassamenti da parte delle maggiori agenzie di rating hanno fatto schizzare alle stelle gli interessi sul debito pubblico, mentre i tagli operati dai governi hanno di fatto contratto la domanda interna.
La criticità della situazione finanziaria del Paese, a causa di un deficit pubblico al 12,7% del PIL - scoperto dal nuovo governo e "occultato" dal precedente - ovvero 4 volte superiore ai limiti concessi nella zona euro, con la disoccupazione che era al 10%, indussero il governo di Giorgios Papandreou a promuovere misure di austerità che hanno provocato una serie di scioperi e a varare norme finalizzate a combattere l'abnorme evasione fiscale. Dopo aver indetto per poi disdire un referendum sulle politiche d'austerità imposte dall'UE, dalla BCE e dal FMI, Papandreou si dimette da primo ministro il 10 novembre 2011, nondimeno restando il leader del Pasok fino al 18 marzo 2012, quando gli succederà Evangelos Venizelos. Tra il 7 e l'8 novembre 2011 le principali forze politiche greche (PASOK e ND) si sono accordate sulla nomina dell'economista Lucas Papademos a nuovo Primo ministro, dopo le dimissioni dell'esecutivo guidato da Giorgios Papandreou. A maggio 2012 la disoccupazione si attesta intorno al 20%.
Alle elezioni parlamentari del maggio 2012 Nuova Democrazia ottiene 108 seggi mentre il Pasok crolla a 41 seggi. Antōnīs Samaras leader di ND viene così incaricato dal Presidente della Repubblica Karolos Papoulias di formare il nuovo governo, ma quasi subito rimette il suo incarico nelle mani del Presidente della Repubblica. Dopo che anche gli altri tentativi falliscono, la Grecia torna alle urne un mese dopo.
Alle elezioni parlamentari del giugno 2012, ND ottiene 129 seggi e Samaras riesce a formare un governo di unità nazionale con il sostegno di PASOK e DIMAR (sinistra democratica).